# Форешть (Сучава)
Форешть, Форешті (рум. Forăști) — село у повіті Сучава в Румунії. Входить до складу комуни Форешть.
Село розташоване на відстані 325 км на північ від Бухареста, 37 км на південний схід від Сучави, 87 км на захід від Ясс.

## Населення
За даними перепису населення 2002 року у селі проживали 625 осіб. Рідною мовою 620 осіб (99,2%) назвали румунську.
Національний склад населення села:
| Національність | Кількість осіб | Відсоток |
| -------------- | -------------- | -------- |
| румуни         | 601            | 96,2%    |
| цигани         | 23             | 3,7%     |